# Hearing
Hearing bezeichnet eine Anhörung durch ein Gremium. Um die Anhörung in diesem Sinn von der Anhörung im rechtlichen Sinn zu trennen, wird vor allem in der Praxis von Politik, Politikberatung und Lobbyarbeit oft der englische Begriff Hearing verwendet. Dennoch findet sich in der relevanten Literatur auch der deutsche Begriff Anhörung oder der Begriff Konsultation. Mit Hearing können im deutschsprachigen Raum auch andere Dinge gemeint sein, z. B. wird der Begriff manchmal für Interviews im Rahmen von Bewerbungstests verwendet. In der Schweiz und im Fürstentum Liechtenstein gibt es mit der Vernehmlassung eine ähnliche Form.

## Bedeutung
Hearings erfüllen in der deutschen Demokratie im Sinn einer pluralistischen Meinungsbildung und insbesondere im Rahmen des Korporatismus eine wichtige Funktion. Einerseits sind sie ein wichtiger Informations- und Kommunikationsweg, der insbesondere Wissenschaftler und Fachleute mit Funktions- und Entscheidungsträgern zusammenbringt. Andererseits dienen sie der Partizipation von relevanten gesellschaftlichen Gruppen an demokratischer Meinungsbildung und Entscheidungsfindung. Deshalb werden Hearings auch nicht nur von Parlamenten veranstaltet, auch Verbände führen Hearings durch, wenn sie z. B. Forderungspapiere erarbeiten, die so eine breitere demokratische Legitimation erhalten sollen.
Eine rechtliche Grundlage für Hearings im Parlament ergibt sich über die Möglichkeit jedes Bürgers, sich rechtliches Gehör zu verschaffen, wenn ihn Gesetze betreffen („Rechtliches Gehör“ Art. 103 Abs. 1 GG; „Anhörung im Verwaltungsverfahren“ § 28 VwVfG; siehe auch Anhörung), was z. B. im öffentlichen Baurecht stark ausgeprägt ist. Dieses „Anhörungsrecht“ kann man aufgrund rechtsstaatlicher Prinzipien auf das Gesetzgebungsverfahren übertragen.
Auf europäischer Ebene wird Politikberatung allgemein und Hearings im Besonderen eine hohe Bedeutung zugesprochen, da Meinungsbildung und Entscheidungsfindung einer hohen Komplexität unterliegen:
„Kein noch so erfahrener Entscheider in Brüssel kann von sich behaupten, alleine alle sprachlichen, rechtlichen, gesellschaftlichen, politischen und fachlichen Besonderheiten der 27 Mitgliedstaaten hinreichend überblicken zu können.“

## Veranstaltungsform
Der genaue Ablauf eines Hearings ist je nach durchführender Organisation unterschiedlich. Hearings werden aber in der Regel von einem Verband, einer Institution bzw. einem Gremium durchgeführt, um Gremienmitglieder zu beraten und externe Stellen in Entscheidungsprozesse einzubeziehen. Eingeladen werden themenbezogen Experten, Sachverständige, Betroffene, Vertreter von Lobbygruppen etc. Dabei kann das Hearing als separate Veranstaltung oder im Rahmen einer besonderen Gremiensitzung stattfinden. Bereits durch entsprechende Einladungen kann das Ergebnis eines Hearings z. T. vorweggenommen werden, daher sollen gleichermaßen Befürworter und Gegner einer Sache berücksichtigt werden. Im Rahmen des Hearings haben die Gremienmitglieder die Möglichkeit, Fragen an die Eingeladenen zu stellen, die diese beantworten. Dabei kann es sein, dass Frage- und Antwortzeit reglementiert sind (in Bundestagsausschüssen z. B. nach der Fraktionsstärke). Es ist deshalb auch üblich, dass die eingeladenen Personen/Institutionen schriftliche Stellungnahmen zum jeweiligen Thema abgeben, da es ihnen meist aus formalen oder zeitlichen Gründen nicht möglich ist, ihre Sicht ausführlich darzustellen.
Beispiel für ein Hearing wäre eine Öffentliche Anhörungssitzung eines Bundestagsausschusses gem. § 70 Geschäftsordnung des Deutschen Bundestages. Dort heißt es:
„Zur Information über einen Gegenstand seiner Beratung kann ein Ausschuss öffentliche Anhörungen von Sachverständigen, Interessenvertretern und anderen Auskunftspersonen vornehmen. Bei überwiesenen Vorlagen ist der federführende Ausschuss auf Verlangen eines Viertels seiner Mitglieder dazu verpflichtet; bei nicht überwiesenen Verhandlungsgegenständen im Rahmen des § 62 Abs. 1 Satz 3 erfolgt eine Anhörung auf Beschluss des Ausschusses. Die Beschlussfassung ist nur zulässig, wenn ein entsprechender Antrag auf der Tagesordnung des Ausschusses steht. […] Der Ausschuss kann in eine allgemeine Aussprache mit den Auskunftspersonen eintreten, soweit dies zur Klärung des Sachverhalts erforderlich ist. Hierbei ist die Redezeit zu begrenzen. Der Ausschuss kann einzelne seiner Mitglieder beauftragen, die Anhörung durchzuführen; dabei ist jede im Ausschuss vertretene Fraktion zu berücksichtigen. Zur Vorbereitung einer öffentlichen Anhörung soll der Ausschuss den Auskunftspersonen die jeweilige Fragestellung übermitteln. Er kann sie um Einreichung einer schriftlichen Stellungnahme bitten.“